# Eucharisztikus galamb

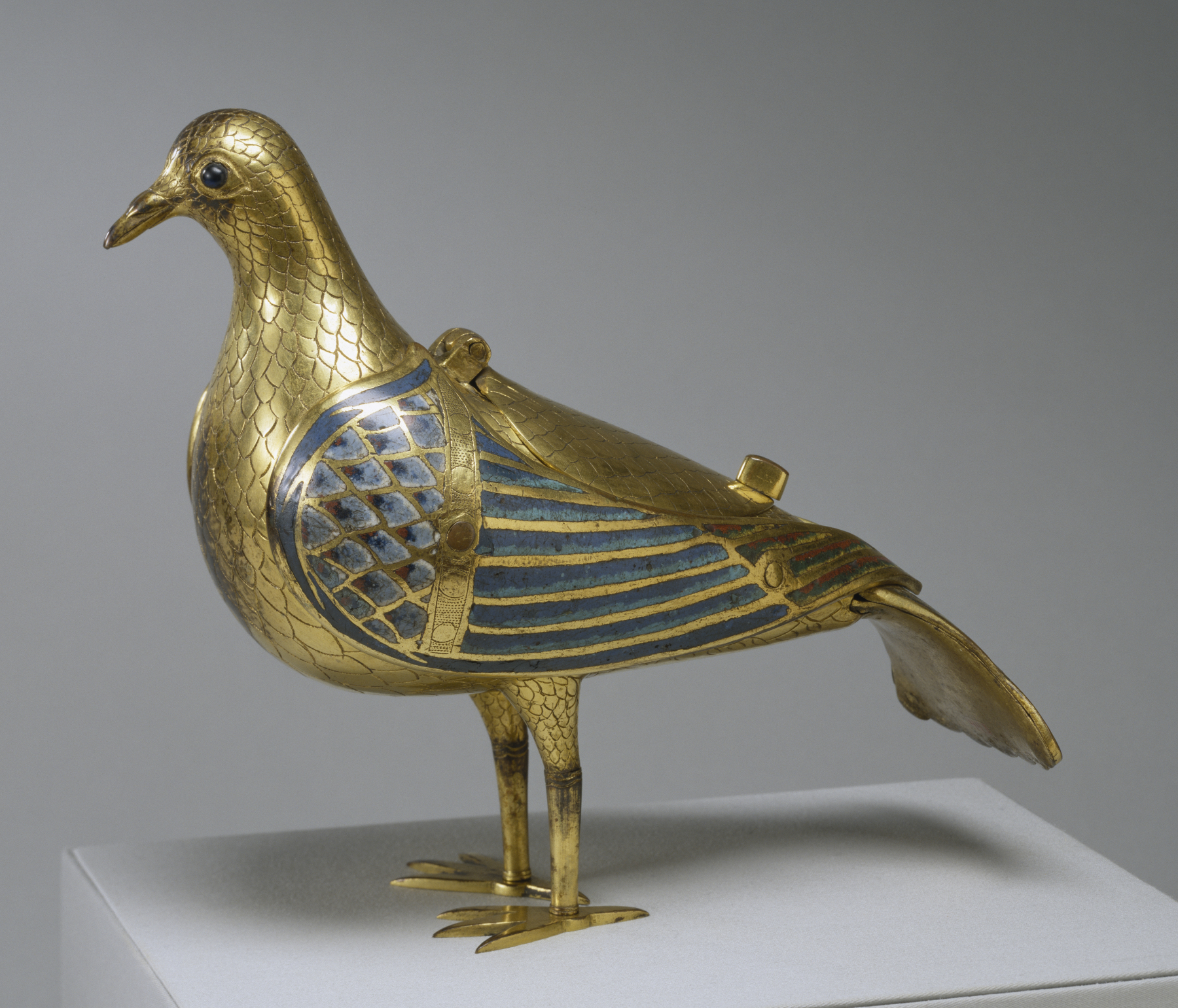
Limoges-i zománcgalamb, Walters Művészeti Múzeum

Az eucharisztikus galamb (latin: columba): az oltár fölé függesztett, az oltáriszentség őrzésére szolgáló galamb formájú tartó. A hátán nyíló fedél alatti kis mélyedésben őriztek néhány szentostyát a betegek számára. A galamb alak a Szentlélekre utal, aki az epiklézis rítusában (a Szentlélek lehívása) megvalósítja a megtestesülés és az átváltoztatás misztériumát.

## Története
Valószínűleg már az 5. században használták, de írásban a 7. században említik először. A középkorban főként Franciaországban kedvelték. Nem csak a szentségház legősibb formája, de egyúttal a szentségkitétel legkorábbi formájaként a monstrancia elődje is.
A legkorábbi eucharisztikus galambok a 12. századból maradtak fenn (Göttweig). A 13. század emlékei Limoge-ban készült zománcmunkák: ezeket a legfeljebb 20 cm magas, 30 cm hosszú, kerek talapzatú, láncra függeszthető galambokat aranyozott rézből készítették.
1590-ben a toulouse-i zsinat betiltotta.

## Használata
Az eucharisztikus galamb nem felel meg a tabernákulum használatára 1957-ben kiadott szabályoknak. Ennek ellenére vannak olyan helyek:
- Solesmes-i apátság,
- Montserrat,
- néhány cisztercita templom,

ahol mégis engedélyezték használatát.